# Tam Quốc Chí (trò chơi trực tuyến)
Tam Quốc Chí Online (tiếng Anh: The Legend of Three Kingdoms là trò chơi điện tử trực tuyến được sản xuất bởi nhà sản xuất UserJoy và đang được công ty Asiasoft phát hành ở Việt Nam.
Tam Quốc Chí Online là được cho là "một trong những game chiến thuật hàng đầu ở Việt Nam và ở các quốc gia phát hành khác", với cách chơi "mới mẻ, nội dung hay và mang những nét đặc trưng riêng mà những game online khác không có".

## Cốt truyện
Năm Trung Bình thứ nhất (184), đời vua Linh Đế, triều đình nhà Hán suy yếu làm cho xã hội Trung Hoa rơi vào cảnh náo loạn. Vua tin dùng hoạn quan, phế bỏ người tài nên triều chính ngày càng đổ nát, lòng người không phục, giặc cướp nổi lên khắp nơi, đáng kể nhất là đảng Hoàng Cân của Trương Giác.
Trương Giác cùng hai em là Trương Bảo, Trương Lương vì có công cứu người nên rất được lòng bá tánh. Nhân buổi loạn lạc, Trương Giác mưu đồ bá nghiệp cùng hai dấy binh làm loạn.
Triều đình cử ba quan Trung lang tướng là Lư Thực, Hoàng Phủ Tung và Chu Tuấn chia quân ba ngả để đánh dẹp. Loạn thế xuất anh hùng, nhiều hào kiệt bắt đầu lộ diện trong thời điểm này như ba anh em Lưu Bị, Quan Vũ, Trương Phi, quan Thừa ở Hạ Phi tên Tôn Kiên, quan Kỵ đô úy Tào Tháo... Được sự giúp sức của họ nên cuối cùng quân triều đình cũng dẹp yên được phản loạn, nhưng bọn hoạn quan trong triều vẫn thao túng làm cho việc thưởng phạt bất minh dẫn đến kết quả bại tướng Đổng Trác nhờ khéo đút lót lại được trọng dụng.
Sau khi vua Linh Đế băng hà (189), Hà thái hậu và Đổng thái hậu đấu đá lẫn nhau tạo cơ hội cho Đổng Trác kéo quân vào Lạc Dương. Đổng Trác bạo ngược, trên uy hiếp Thiên tử, dưới cho quân cướp bóc, chém giết lương dân nên bị các tướng lĩnh, thái thú, thứ sử ở các châu quận dẫn đầu là Kỳ Hương Hầu Viên Thiệu, lúc bấy giờ đang giữ chức thái thú Bột Hải, hội quân tiến đánh nhưng do nội bộ bất hòa nên cuối cùng đội quân đó cũng tan rã.

Kể từ thời điểm này các cuộc chiến tranh giành đất đai, quyền lực xảy ra liên miên không dứt giữa các lãnh chúa ở các châu quận, sau này dần dần hình thành nên thế Tam Quốc với Lưu Bị ở đất Thục, Tào Tháo nhà Ngụy và Tôn Quyền nhà Ngô. Tuy những cuộc chiến này đã gây nhiều tổn thất cho bá tánh thời bấy giờ nhưng cũng có không ít những bản anh hùng ca về sự dũng cảm, mưu lược, tấm lòng nhân ái, trung nghĩa được viết ra trong giai đoạn này mà phần lớn đã trở thành chuẩn mực cho đến tận hôm nay.

## Hệ thống chiến trận

### Tam Quốc Đại Chiến
Diễn ra cùng lúc trên 33 thành trì, chiến trường hoành tráng, rộng lớn nhất mà bạn có thể tham gia khi chơi game online! Chứng tỏ khả năng cầm quân và mưu lược để mang vinh quang về cho cá nhân, quân đoàn và quốc gia của bạn!

### Quần Long Tranh Châu
Cơ hội hóa thân thành vị anh hùng bạn ngưỡng mộ với nhiều kỹ năng độc đáo và sức mạnh vô địch...

### Song Hổ Tranh Hùng
Tham gia các để thấy được khí thế hào hùng của các trận chiến nổi tiếng đã diễn ra trong lịch sử Tam Quốc.

### Các lớp nhân vật
Các lớp nhân vật trong game Tam Quốc Chí có các điểm tiềm năng sau: thể, sức mạnh, phản ứng, trí lực, thống ngự, nhan sắc và độ sexy.
Nhân vật trong game Tam Quốc Chí được chia làm bốn loại nhân vật chính: Võ Tướng, Hào Kiệt, Quân Sư và Phương Sĩ.

### Võ Tướng
Võ tướng là nhân vật có sức mạnh vô song. Trên chiến trường tung hoành ngang dọc luôn luôn thống lĩnh, dẫn đầu binh sĩ trong các trận chiến, với ưu thế về thể lực, sức mạnh và phòng ngự vượt trội, võ tướng luôn luôn áp đảo trong cận chiến.

### Hào Kiệt
Hào Kiệt là nhân vật có cách chơi đa dạng. Với lớp nhân vật Hào Kiệt, bạn sẽ trở thành một võ tướng cầm quân. Đây là một loại nhân vật đặc biệt có sức mạnh và tài chỉ huy quân sự. Người chơi có thể xây dựng nhân vật như một Võ tướng hoặc có thể lựa chọn trở thành một chỉ huy quân sự tài ba. Nhân vật Hào Kiệt được phép mang theo tối đa 10 Binh sĩ. Và khi những binh sĩ này tăng cấp và đặc biệt khi binh sĩ thăng chức (chuyển cấp) thì sức mạnh của binh sĩ sẽ tăng lên rất nhiều trở thành một đội quân hùng mạnh đủ để tiêu diệt bất kì ai.

### Phương Sĩ
Phương Sĩ là một trong những nhân vật có lực công kích mạnh nhất nhưng trái với võ tướng, phương sĩ dùng trí lực của mình để tung ra những tuyệt kĩ phép thuật mạnh mẽ và đẹp mắt như Viêm Long Quyết, Thiểm Hoa Quyết... Và đặc biệt, Phương Sĩ là nhân vật duy nhất có khả năng triệu gọi được tứ đại thần thú: Thanh Long, Chu Tước, Bạch Hổ và Huyền Vũ.

### Quân Sư
Thời Tam Quốc có rất nhiều quân sư nổi tiếng: Gia Cát Lượng, Bàng Thống, Quách Gia... Họ thể hiện bản lãnh của mình bằng trí tuệ cao siêu để điều binh khiển tướng một cách xuất quỷ nhập thần và biểu tượng nổi tiếng nhất lúc bấy giờ là Gia Cát Lượng - một con người tài ba lỗi lạc.
Trong Tam Quốc Chí online, quân sư vừa có sức mạnh trí lực vừa có khả năng dẫn lính (tối đa được 8 binh sĩ). Quân sư với những tuyệt kĩ như Cuồng Lôi Quyết, Cư Thạch Quyết... không hề thua kém Phương sĩ, cộng thêm sự trợ giúp của binh sĩ dẫn theo, quân sư luôn là một mối đe dọa nguy hiểm. Bên cạnh đó quân sư có khả năng triệu gọi ba trong tứ đại thần thú: Chu Tước, Bạch Hổ và Huyền Vũ.

## Tứ đại Thần Thú

### Thanh Long
Trong truyền thuyết được xem là đứng đầu tứ đại thần thú với tuyệt kỹ chấn thiên "Cuồng Lôi Quyết". Là biểu tượng của sức mạnh và uy quyền của vương giả.

### Chu Tước
Trong tứ đại thần thú, Chu Tước còn được mệnh danh "Bất Tử Điểu" nổi tiếng với tuyệt kỹ "Phượng Hoàng Niết Bàn", sau mỗi lần niết bàn sức mạnh của Chu Tước lại tăng lên đáng kể và trở thành biểu tượng bất diệt. Cùng với 2 bí quyết "Hồi Thiên Mật Pháp" có tác dụng phục hồi sinh mệnh và "Liệt Hỏa Chi Mệnh" có tác dụng lấy sinh mệnh kẻ định. Phượng Hoàng xứng danh đệ nhị trong tứ đại thần thú.

### Bạch Hổ
Là vương giả của loài hổ với sức mạnh được biến dị. Bạch Hổ bài danh đệ tam với mật kỹ "Phong Ngâm"

### Huyền Vũ
thần thú]] tuy bài danh đệ tứ nhưng với bí kỹ "Thiên Băng Quyết" trong tứ đại thần thú không